# 辻利平
辻 利平（つじ りへい、1900年4月22日 - 1988年4月15日）は、日本の洋画家。　

## 来歴
明治33年（1900年）、長崎県北松浦郡星鹿村（現・松浦市星鹿町）生まれ。大正11年（1922年）長崎師範学校卒業後に教師となる。その後、大正14年（1925年）に東京美術学校図画師範科に入学、昭和3年（1928年）卒業。大阪で大谷学園に勤務しながら斎藤与里に師事した。
昭和8年（1933年）に第1回東光会展でT氏奨励賞を受賞、第14回帝展で入選。昭和15年（1940年）に東光会会員となる。昭和41年（1966年）に第9回日展で菊華賞受賞、昭和45年（1970年）より日展会員。昭和41年（1966年）から夙川学院短期大学造形美術科主任教授、昭和48年（1973年）名誉教授。
紺綬褒章、松浦市名誉市民（1975年）、長崎新聞文化賞（1981年）などの栄誉を受けた。
昭和63年（1988年）4月15日、肺炎のため死去。87歳没。